# أكسياتا جروب بيرهاد
أكسياتا جروب بيرهاد هي مجموعة ماليزية للاتصالات السلكية واللاسلكية ولديها عمليات واسعة النطاق في آسيا. إنها واحدة من أكبر شركات الاتصالات اللاسلكية في ماليزيا.

## روابط خارجية
- الموقع الرسمي
- https://www.axiata.com/